# بروس إليوت
بروس إليوت (بالإنجليزية: Bruce Elliott)‏ هو لاعب كرة قدم أسترالية أسترالي، ولد في 30 يوليو 1956.

## وصلات خارجية
- بروس إليوت على موقع AustralianFootball.com (الإنجليزية)
- بروس إليوت على موقع AFLtables.com (الإنجليزية)